# Efecto tijera
El efecto tijera o hacer la tijera se denomina al giro accidental de la cabina en un camión articulado.

El efecto se produce al bloquearse las ruedas de freno cuando el vehículo se encuentra a gran velocidad. En esta situación, las ruedas bloqueadas pierden su capacidad para dirigir el vehículo o para mantenerlo en su trazada. Al girar el volante repentinamente el vehículo (coche o camión) seguirá en línea recta hasta que las ruedas vuelvan a girar.
En el caso de un efecto de tijera, las ruedas del camión se bloquean y el remolque tiene menos capacidad para frenar debido a su mayor proporción de peso (u otras causas). En esas condiciones, cualquier leve ángulo de diferencia entre la cabina y el remolque al momento de accionar el freno produce que el remolque se desplace lateralmente, desplazando el eje trasero de su posición original, girando y pudiendo llegar el remolque a sobrepasar la cabina de mando.

## Sistemas contra el efecto tijera

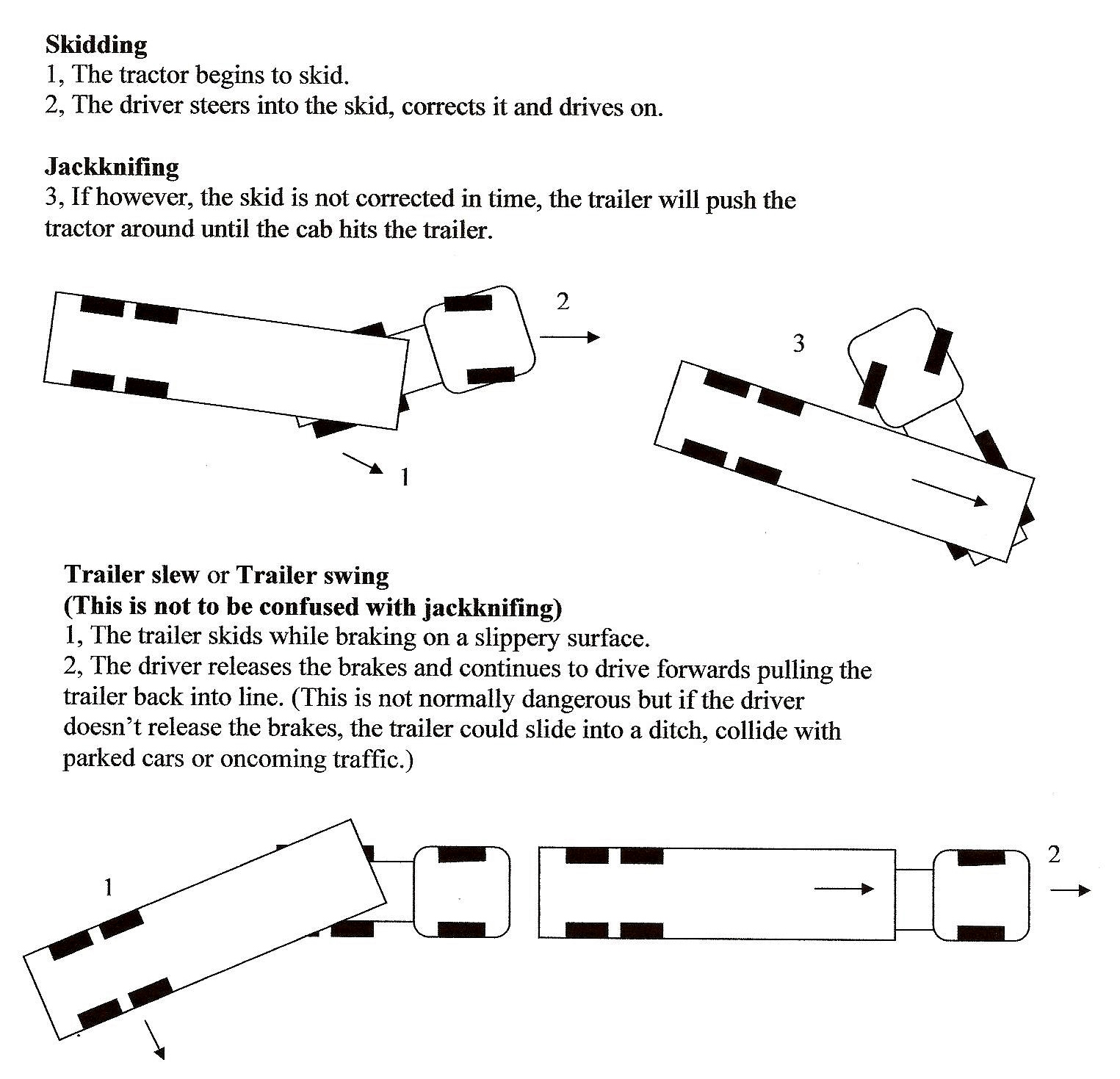
Como se produce el efecto tijera

- Los sistemas más efectivos para reducir este efecto son  el antibloqueo de frenos y el reparto de frenada.[2]
- Una alternativa a tener en la cabina, una palanca de freno de remolque, es montar el remolque con un freno electromagnético.